# جناحيات الشكل
جناحيات الشكل (الاسم العلمي: Pteriomorphia) هي تحت طائفة من الرخويات تتبع طائفة ذوات المصراعين.

## التصنيف
- رتبة بلحيات البحر
  - فوق فصيلة بلحيات البحر الحقيقية
    - فصيلة بلحيات البحر البحرية
- رتبة المحاريات الجناحية وأشباهها
  - فوق فصيلة المحارينات الجناحية
    - فصيلة المحارات الجناحية